# Dangerous Woman Tour
De Dangerous Woman Tour is de derde concerttournee van de Amerikaanse zangeres Ariana Grande, om haar derde studioalbum, Dangerous Woman, te promoten. De tournee begon op 3 februari 2017 in Phoenix (Arizona) in de Talking Stick Resort Arena. 
De tournee was betrokken bij de Aanslag in Manchester op 22 mei 2017, waar Grande in de Manchester Arena op dat moment optrad. Er zijn 22 doden en 120 gewonden gevallen. De shows van 25 mei tot en met 5 juni 2017 werden bijgevolg geannuleerd.

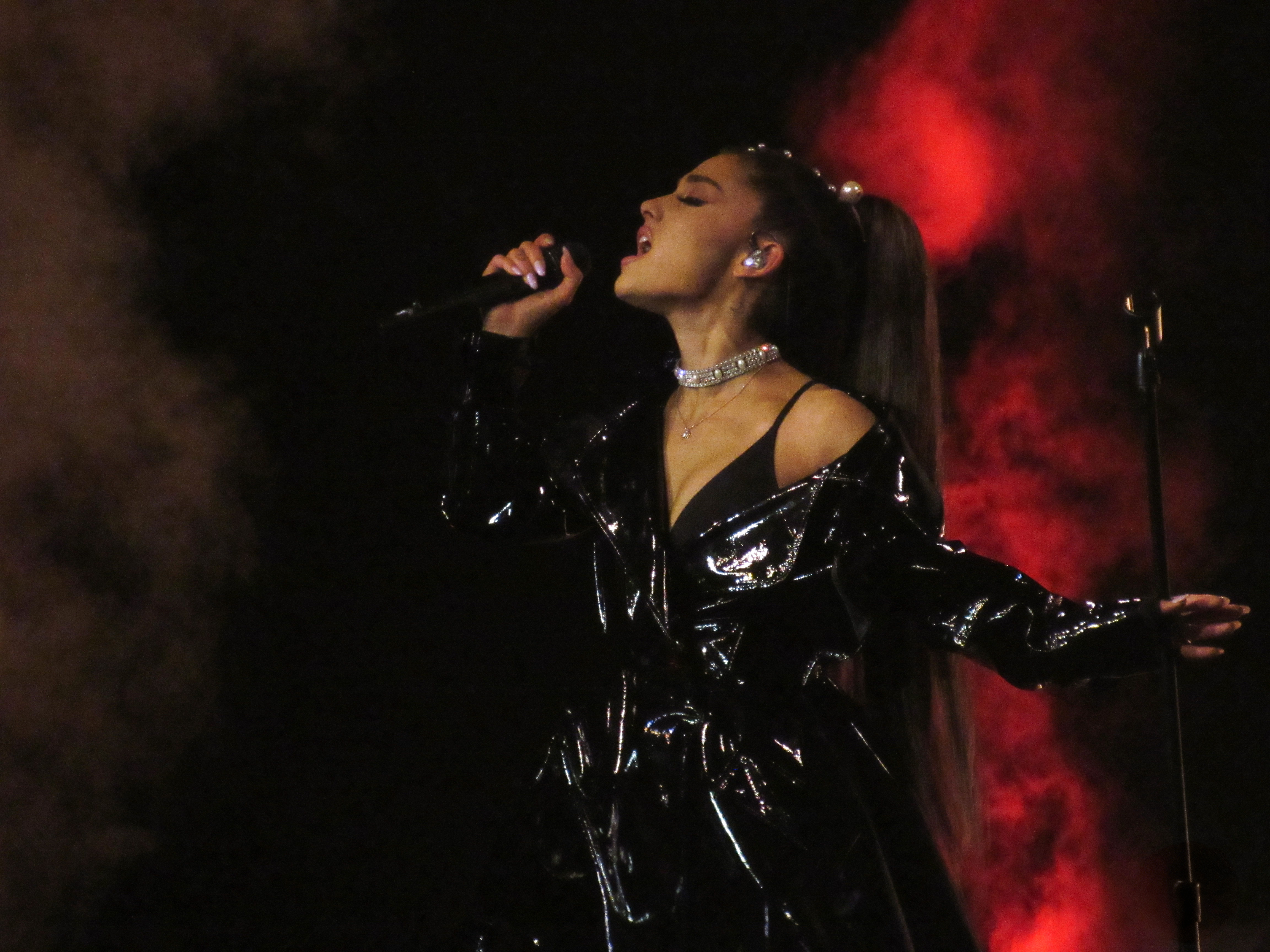
Ariana Grande tijdens het zingen van Dangerous Woman

## Achtergrond
Op 20 mei 2016 kwam Ariana Grandes derde album Dangerous Woman uit. Op 23 mei 2016 kondigde ze aan dat ze in het einde van 2016 of begin 2017 op tournee zou gaan. Ze zei dat fans die haar album voor 25 mei 2016 hadden gekocht een code zouden krijgen om toegang te krijgen voor de voorverkoop van het Noord-Amerikaanse deel. Op 9 september 2016 bracht Grande de data uit voor haar concerten in Noord-Amerika, namelijk februari, maart en april 2017. Op 24 september 2016 begon de verkoop van kaartjes daarvoor. Op 20 oktober 2016 kondigde ze de data aan van de concerten die ze in Europa ging geven, die plaatsvonden in mei en juni 2017.
Op 22 september 2016 zei Grande via Twitter dat Victoria Monét en Little Mix de openingsshow van Noord-Amerika zouden zijn. Op 27 februari 2017 kondigde Live Nation aan dat BIA de openingsshow in Europa zal zijn. Kort hierna werd aangekondigd dat Victoria Monét ook in het voorprogramma van Europa staat. Op 3 april 2017 kondigde Grande de data van haar concerten in Zuid-Amerika, die plaatsvinden in juni en juli 2017. Op 21 april 2017 kondigde Grande de data aan van haar concerten in Oceanië, die plaatsvonden in september 2017. Op 27 april 2017 kondigde Grande de data van haar concerten in Azië aan. Die vonden plaats in augustus 2017. Op 25 april 2017 werd aangekondigd dat Grande mocht optreden in Singapore, bij de Formule 1 Grand Prix. Op 1 mei 2017 werd nog een deel toegevoegd; ze voegde nog een paar landen in Azië toe. Het tweede Aziatische deel vond in september 2017 plaats.

## Verloop van het concert
Aan het begin van de show is een scherm te zien met een klok die tien minuten aftelt met Grande en twee dansers die aftellen. Na tien minuten komen tien dansers op het podium. Snel daarna komt Grande in een zwarte jurk met hoge hakken aan het podium op lopen. De show begint met "Be Alright". Daarna doet Grande een grote zwarte jas aan en zingt "Everyday". Tijdens haar optreden verschijnt Future op het videoscherm en rapt hij zijn deel. Daarna komt "Bad Decisions", waarbij ze met liften die in het podium zitten omhoog wordt gezet. Dan komt "Let Me Love You", waarbij het podium blauwe met witte lichten afgeeft. Bij het einde van het lied gaat Grande op een liftplatform die van het podium daalt. Daarna komt een pauzevideo van Grande zelf.
Het tweede deel van de show begint met "Knew Better", waarbij Grande andere kleding draagt. Dit wordt gevolgd door "Forever Boy", waarbij het podium lichteffecten geeft. Daarna zingt Grande "One Last Time". Na "One Last Time" zingt ze "Touch It". Dan beëindigt Grande het tweede deel van de show met het nummer "Leave Me Lonely", met lichteffecten. Na de song loopt Grande het podium af en speel haar achtergrondband met gitaren, drums, bassen en keyboard-muziek. 
Het derde deel van de show begint met op het videoscherm een video van Grande waarin ze strijdt als feminist. In de video zijn woorden te zien als: "not asking for it" (niet er naar vragen, wat betrekking heeft tot de gedachte dat veel mensen denken dat vrouwen alleen maar aandacht zoeken), "free" (vrij), "ferocious" (fel), "sexual" (seksueel) en "female" (vrouw). Na de video komt Grande met een platform met fietsen omhoog en zingt "Side to Side". Rapper Nicki Minaj is op het videoscherm te zien en rapt haar deel. Op het videoscherm zijn ook beelden te zien die uit de muziekvideo zijn gehaald. Daarna zingt Grande een remix van "Bang Bang" met lichteffecten. De show wordt vervolgd met "Greedy". Tijdens haar optreden valt er nepgeld (met Grandes gezicht erop) naar beneden. Het lied verandert (tijdens het Europese deel) langzaam in "Focus" waarbij stukken uit de geschrapte muziekvideo op de achtergrond zijn te zien. Daarna zingt ze "I Don't Care" en verlaat na het einde van het lied het podium.
Bij het vierde deel van de show komt Grande met een witte bh en een harembroeken haar poedel het podium op lopen. Ze zingt het lied "Moonlight", waarbij Grande op haar knieën zit. Daarna zingt ze het lied "Love Me Harder", gevolgd door een remix van "Break Free" met lasereffecten. Hierna zingt ze "Sometimes", waarbij roze ballonnen het publiek in vallen. Vervolgens zingt ze "Thinking Bout You". Op het videoscherm zijn silhouetten te zien van mensen die elkaar zoenen, maar ook mensen met hetzelfde geslacht. Soms komt er na dat nummer nog een ander lied, maar dat is niet zo bij elke show.  Daarna komt er een remix van "Problem", waarbij haar dansers met blauwe glowsticks dansen. Vervolgens zingt Grande "Into You". Hierna loopt Grande het podium af. Na ongeveer twee minuten stilte komt Grande terug op het podium en zingt ze "Dangerous Woman". Ze draagt een grote zwarte jurk, gemaakt van latex, met grote zwarte hakken. Ten slotte bedankt Grande het publiek en loopt ze het podium af.

## Programma

### Standaardprogramma
1. "Be Alright"
2. "Everyday"
3. "Bad Decisions"
4. "Let Me Love You"
5. "Knew Better"
6. "Forever Boy"
7. "One Last Time"
8. "Touch It"
9. "Leave Me Lonely"
10. "Side to Side"
11. "Bang Bang"
12. "Greedy"
13. "Focus"[noot 1]
14. "I Don't Care"
15. "Moonlight"
16. "Love Me Harder"
17. "Break Free"
18. "Sometimes"
19. "Thinking Bout You"
20. "Problem"
21. "Into You"
22. "Dangerous Woman"

### Verwisselbare sectie
Tijdens de verwisselbare sectie kan Grande zelf kiezen of ze hier nog een extra lied wil toevoegen. Deze sectie bevindt zich tussen "Thinking Bout You" en "Problem".
- Tijdens de shows in Las Vegas en Omaha coverde Grande "Pink + White" van Frank Ocean.
- Tijdens de tweede show in New York sloot Tony-Award winnaar Jason Robert Brown zich aan als muzikale gast om op de piano "Jason's Song (Gave It Away)" op te voeren.
- Tijdens de show in Inglewood en de derde show in Tokio sloot Mac Miller zich aan om "The Way" op te voeren.
- Tijdens de shows in Stockholm, Amsterdam en Dublin zong Grande "Quit", een samenwerking van Cashmere Cat en Grande. Bij de tweede show in Amsterdam kwam Cashmere Cat op het podium.
- Tijdens de show in Parijs sloot Mac Miller zich aan om ''The Way'' en "Dang!" op te voeren.
- Vanaf de show van Parijs coverde Grande ''Somewhere Over the Rainbow'' tussen "Thinking Bout You" en "Problem".

## Shows
| Datum             | Stad           | Land                | Locatie                              | Voorprogramma                   | Bezoekers         | Opbrengst ($) |
| Noord-Amerika     | Noord-Amerika  | Noord-Amerika       | Noord-Amerika                        | Noord-Amerika                   | Noord-Amerika     | Noord-Amerika |
| ----------------- | -------------- | ------------------- | ------------------------------------ | ------------------------------- | ----------------- | ------------- |
| 3 februari 2017   | Phoenix        | Verenigde Staten    | Talking Stick Resort Arena           | Little Mix Victoria Monét       | 11.489 / 12.793   | 737.148       |
| 4 februari 2017   | Las Vegas      | Verenigde Staten    | MGM Grand Garden Arena               | Little Mix Victoria Monét       | 9.437 / 10.787    | 845.275       |
| 7 februari 2017   | Omaha          | Verenigde Staten    | CenturyLink Center Omaha             | Little Mix Victoria Monét       | -                 | -             |
| 9 februari 2017   | Tulsa          | Verenigde Staten    | BOK Center                           | Little Mix Victoria Monét       | -                 | -             |
| 14 februari 2017  | Nashville      | Verenigde Staten    | Bridgestone Arena                    | Little Mix Victoria Monét       | 11.472 / 11.472   | 614.544       |
| 17 februari 2017  | Uncasville     | Verenigde Staten    | Mohegan Sun Arena                    | Little Mix Victoria Monét       | 6.301 / 6.301     | 696.265       |
| 19 februari 2017  | Manchester     | Verenigde Staten    | SNHU Arena                           | Victoria Monét BIA              | -                 | -             |
| 21 februari 2017  | Buffalo        | Verenigde Staten    | KeyBank Center                       | Victoria Monét BIA              | 8.646 / 13.693    | 577.237       |
| 23 februari 2017  | New York       | Verenigde Staten    | Madison Square Garden                | Little Mix Victoria Monét       | 26.635 / 26.635   | 2.923.027     |
| 24 februari 2017  | New York       | Verenigde Staten    | Madison Square Garden                | Little Mix Victoria Monét       | 26.635 / 26.635   | 2.923.027     |
| 26 februari 2017  | Cleveland      | Verenigde Staten    | Quicken Loans Arena                  | Little Mix Victoria Monét       | 8.685 / 14.011    | 569.214       |
| 27 februari 2017  | Washington     | Verenigde Staten    | Verizon Center                       | Little Mix Victoria Monét       | 10.073 / 13.578   | 961.756       |
| 1 maart 2017      | Philadelphia   | Verenigde Staten    | Wells Fargo Center                   | Little Mix Victoria Monét       | 11.657 / 14.079   | 909.258       |
| 3 maart 2017      | Boston         | Verenigde Staten    | TD Garden                            | Little Mix Victoria Monét       | 12.349 / 12.944   | 1.105.421     |
| 5 maart 2017      | Toronto        | Canada              | Air Canada Centre                    | Little Mix Victoria Monét       | 14.503 / 14.503   | 1.036.610     |
| 6 maart 2017      | Montreal       | Canada              | Centre Bell                          | Little Mix Victoria Monét       | 13.287 / 13.287   | 842.563       |
| 9 maart 2017      | Columbus       | Verenigde Staten    | Nationwide Arena                     | Little Mix Victoria Monét       | 10.069 / 14.414   | 611.976       |
| 11 maart 2017     | Indianapolis   | Verenigde Staten    | Bankers Life Fieldhouse              | Victoria Monét BIA              | 10.952 / 13.020   | 635.956       |
| 12 maart 2017     | Auburn Hills   | Verenigde Staten    | The Palace of Auburn Hills           | Little Mix Victoria Monét       | 12.043 / 12.437   | 829.626       |
| 14 maart 2017     | Chicago        | Verenigde Staten    | United Center                        | Little Mix Victoria Monét       | 12.342 / 13.584   | 989.255       |
| 16 maart 2017     | Saint Paul     | Verenigde Staten    | Xcel Energy Center                   | Little Mix Victoria Monét       | 8.373 / 14.736    | 549.262       |
| 18 maart 2017     | Kansas City    | Verenigde Staten    | Sprint Center                        | Little Mix Victoria Monét       | 10.591 / 13.382   | 650.414       |
| 21 maart 2017     | Salt Lake City | Verenigde Staten    | Vivint Smart Home Arena              | Little Mix Victoria Monét       | 10.291 / 20.840   | 584.595       |
| 23 maart 2017     | Seattle        | Verenigde Staten    | KeyArena                             | Little Mix Victoria Monét       | 11.540 / 11.783   | 802.916       |
| 24 maart 2017     | Vancouver      | Canada              | Rogers Arena                         | Little Mix Victoria Monét       | 13.213 / 13.213   | 951.207       |
| 26 maart 2017     | Sacramento     | Verenigde Staten    | Golden 1 Center                      | Little Mix Victoria Monét       | 12.376 / 12.776   | 908.963       |
| 27 maart 2017     | San Jose       | Verenigde Staten    | SAP Center                           | Little Mix Victoria Monét       | 12.113 / 12.642   | 1.092.023     |
| 30 maart 2017     | Anaheim        | Verenigde Staten    | Honda Center                         | Little Mix Victoria Monét       | 11.547 / 11.547   | 1.042.336     |
| 31 maart 2017     | Inglewood      | Verenigde Staten    | The Forum                            | Little Mix Victoria Monét       | 12.874 / 12.874   | 1.047.815     |
| 3 april 2017      | Denver         | Verenigde Staten    | Pepsi Center                         | Little Mix Victoria Monét       | 10.278 / 13.172   | 676.163       |
| 6 april 2017      | San Antonio    | Verenigde Staten    | AT&T Center                          | Little Mix Victoria Monét       | 11.051 / 12.960   | 720.344       |
| 8 april 2017      | Houston        | Verenigde Staten    | Toyota Center                        | Little Mix Victoria Monét       | 10.324 / 11.548   | 901.670       |
| 9 april 2017      | Dallas         | Verenigde Staten    | American Airlines Center             | Little Mix Victoria Monét       | 12.460 / 13.204   | 957.931       |
| 11 april 2017     | New Orleans    | Verenigde Staten    | Smoothie King Center                 | Little Mix Victoria Monét       | 7.574 / 12.580    | 507.455       |
| 12 april 2017     | Atlanta        | Verenigde Staten    | Philips Arena                        | Little Mix Victoria Monét       | 10.987 / 11.285   | 780.827       |
| 14 april 2017     | Miami          | Verenigde Staten    | American Airlines Arena              | Little Mix Victoria Monét       | 12.019 / 12.673   | 964.439       |
| 15 april 2017     | Orlando        | Verenigde Staten    | Amway Center                         | Little Mix Victoria Monét       | 12.226 / 12.574   | 946.615       |
| Europa            |                |                     |                                      |                                 |                   |               |
| 8 mei 2017        | Stockholm      | Zweden              | Friends Arena                        | BIA Victoria Monét              | 14.106 / 14.106   | 995.461       |
| 10 mei 2017       | Oslo           | Noorwegen           | Telenor Arena                        | BIA Victoria Monét              | 12.129 / 12.129   | 756.957       |
| 12 mei 2017       | Herning        | Denemarken          | Jyske Bank Boxen                     | BIA Victoria Monét              | 9.111 / 9.111     | 656.540       |
| 14 mei 2017       | Amsterdam      | Nederland           | Ziggo Dome                           | BIA Victoria Monét              | 31.801 / 31.815   | 1.638.610     |
| 16 mei 2017       | Amsterdam      | Nederland           | Ziggo Dome                           | BIA Victoria Monét              | 31.801 / 31.815   | 1.638.610     |
| 18 mei 2017       | Birmingham     | Verenigd Koninkrijk | Genting Arena                        | BIA Victoria Monét              | 11.367 / 11.949   | 738.795       |
| 20 mei 2017       | Dublin         | Ierland             | 3Arena                               | BIA Victoria Monét              | 12.595 / 12.595   | 783.517       |
| 22 mei 2017       | Manchester     | Verenigd Koninkrijk | Manchester Arena                     | BIA Victoria Monét              | 14.158 / 14.218   | 883.825       |
| 4 juni 2017       | Manchester     | Verenigd Koninkrijk | Old Trafford Cricket Ground          | -                               | -                 | -             |
| 7 juni 2017       | Parijs         | Frankrijk           | AccorHotels Arena                    | Victoria Monét DJ Knowle        | 15.121 / 15.121   | 1.020.450     |
| 9 juni 2017       | Lyon           | Frankrijk           | Halle Tony Garnier                   | Victoria Monét DJ Knowle        | 9.551 / 9.833     | 518.788       |
| 11 juni 2017      | Lissabon       | Portugal            | MEO Arena                            | Victoria Monét DJ Knowle        | 13.573 / 15.500   | 755.776       |
| 13 juni 2017      | Barcelona      | Spanje              | Palau Sant Jordi                     | Victoria Monét DJ Knowle        | 11.483 / 11.483   | 917.160       |
| 15 juni 2017      | Rome           | Italië              | PalaLottomatica                      | Victoria Monét DJ Knowle        | 7.287 / 7.287     | 361.261       |
| 17 juni 2017      | Turijn         | Italië              | Pala Alpitour                        | Victoria Monét DJ Knowle        | 11.211 / 11.211   | 742.369       |
| Zuid-Amerika      |                |                     |                                      |                                 |                   |               |
| 29 juni 2017      | Rio de Janeiro | Brazilië            | Jeunesse Arena                       | Sabrina Carpenter DJ Ronaldinho | 10.337 / 12.370   | 731.303       |
| 1 juli 2017       | São Paulo      | Brazilië            | Allianz Parque                       | Sabrina Carpenter DJ Ronaldinho | 24.717 / 27.300   | 1.605.750     |
| 3 juli 2017       | Santiago       | Chili               | Movistar Arena                       | Victoria Monét                  | 9.100 / 9.442     | 994.977       |
| 5 juli 2017       | Buenos Aires   | Argentinië          | DirecTV Arena                        | Victoria Monét Oriana Sabatini  | 8.623 / 8.727     | 764.260       |
| 9 juli 2017       | San José       | Costa Rica          | Parque Viva                          | Victoria Monét CNCO             | 11.141 / 11.141   | 776.744       |
| 12 juli 2017      | Mexico-Stad    | Mexico              | Palacio de los Deportes              | Victoria Monét                  | 36.284 / 40.278   | 2.078.842     |
| 13 juli 2017      | Mexico-Stad    | Mexico              | Palacio de los Deportes              | Victoria Monét                  | 36.284 / 40.278   | 2.078.842     |
| Azië              |                |                     |                                      |                                 |                   |               |
| 10 augustus 2017  | Chiba          | Japan               | Makuhari Messe                       | Beverly                         | 52.035 / 59.817   | 6.525.600     |
| 12 augustus 2017  | Chiba          | Japan               | Makuhari Messe                       | Little Glee Monsters            | 52.035 / 59.817   | 6.525.600     |
| 13 augustus 2017  | Chiba          | Japan               | Makuhari Messe                       | Little Glee Monsters            | 52.035 / 59.817   | 6.525.600     |
| 15 augustus 2017  | Seoel          | Zuid-Korea          | Gocheok Sky Dome                     | -                               | 19.422 / 20.008   | 1.876.580     |
| 17 augustus 2017  | Bangkok        | Thailand            | Impact Arena                         | -                               | 9.308 / 9.694     | 1.283.740     |
| 21 augustus 2017  | Manilla        | Filipijnen          | Mall of Asia Arena                   | -                               | -                 | -             |
| 26 augustus 2017  | Peking         | China               | LeSports Center                      | -                               | 7.997 / 8.023     | 1.099.220     |
| 28 augustus 2017  | Shanghai       | China               | Mercedes-Benz Arena                  | -                               | 11.225 / 11.225   | 1.391.210     |
| 30 augustus 2017  | Guangzhou      | China               | Guangzhou International Sports Arena | -                               | -                 | -             |
| Oceanië           |                |                     |                                      |                                 |                   |               |
| 2 september 2017  | Auckland       | Nieuw-Zeeland       | Spark Arena                          | -                               | 10.606 / 11.593   | 954.738       |
| 4 september 2017  | Melbourne      | Australië           | Rod Laver Arena                      | -                               | 23.809 / 24.694   | 2.420.480     |
| 5 september 2017  | Melbourne      | Australië           | Rod Laver Arena                      | -                               | 23.809 / 24.694   | 2.420.480     |
| 8 september 2017  | Sydney         | Australië           | ICC Sydney Theatre                   | -                               | 16.505 / 16.580   | 1.625.830     |
| 9 september 2017  | Sydney         | Australië           | ICC Sydney Theatre                   | -                               | 16.505 / 16.580   | 1.625.830     |
| 12 september 2017 | Brisbane       | Australië           | Brisbane Entertainment Centre        | -                               | 10.604 / 10.604   | 1.022.406     |
| Azië              |                |                     |                                      |                                 |                   |               |
| 16 september 2017 | Singapore      | Singapore           | Marina Bay Street Circuit            | -                               | -                 | -             |
| 19 september 2017 | Taipei         | Taiwan              | Taipei Arena                         | -                               | -                 | -             |
| 21 september 2017 | Hongkong       | China               | AsiaWorld-Expo                       | -                               | -                 | -             |
| Totaal            | Totaal         | Totaal              | Totaal                               | Totaal                          | 899.181 / 922.983 | 64.891.295    |

## Geannuleerde shows
| Datum            | Stad            | Land                | Locatie            | Reden                                 |
| ---------------- | --------------- | ------------------- | ------------------ | ------------------------------------- |
| 25 mei 2017      | London          | Verenigd Koninkrijk | The O2             | Aanslag in Manchester op 22 mei 2017. |
| 26 mei 2017      | London          | Verenigd Koninkrijk | The O2             | Aanslag in Manchester op 22 mei 2017. |
| 28 mei 2017      | Antwerpen       | België              | Sportpaleis        | Aanslag in Manchester op 22 mei 2017. |
| 31 mei 2017      | Łódź            | Polen               | Atlas Arena        | Aanslag in Manchester op 22 mei 2017. |
| 1 juni 2017      | Łódź            | Polen               | Atlas Arena        | Aanslag in Manchester op 22 mei 2017. |
| 3 juni 2017      | Frankfurt       | Duitsland           | Festhalle          | Aanslag in Manchester op 22 mei 2017. |
| 5 juni 2017      | Zürich          | Zwitserland         | Hallenstadion      | Aanslag in Manchester op 22 mei 2017. |
| 18 juli 2017     | Monterrey       | Mexico              | Arena Monterrey    | Onverwachte omstandigheden            |
| 19 juli 2017     | Monterrey       | Mexico              | Arena Monterrey    | Onverwachte omstandigheden            |
| 23 augustus 2017 | Ho Chi Minhstad | Vietnam             | Quân khu 7-stadion | Griep                                 |